# Stazione difensiva
Una stazione difensiva era una residenza difendibile costruita sulla frontiera americana durante la fine del XVIII e l'inizio del XIX secolo.
Molte di queste strutture furono costruite sulla frontiera del Kentucky durante la lotta tra i britannici e nativi. Secondo la legge della Virginia, le terre dovevano inoltre essere colonizzate, dove doveva essere coltivato del mais e doveva essere costruita una dimora. Sulla frontiera, questo edificio doveva essere fortificato come una casatorre.
L'edificio, spesso chiamato come stazione difensiva, ma poteva anche essere chiamato forte in altre regioni, di solito era costruito da tronchi che furono forniti solamente finché le ostilità continuarono. Le varie famiglie spesso mantennero la propria stazione dove i visitatori erano sempre i benvenuti, dal momento che in zona la mano d'opera scarseggiava. Ai veterani furono concesse alcune sovvenzioni per la coltvazioni solo dopo la rivoluzione americana, e molti costruirono una stazione per assicurarsi la zona.
Lo scopo per le stazioni difensive nel Kentucky era la protezione, dato che la maggior parte dei nativi all'epoca sostenevano gli inglesi e spesso attaccando i coloni.